# Сандански (нос)
Вижте пояснителната страница за други значения на Сандански.
Сандански (на английски: Sandanski Point) е морски нос от северната страна на входа на Стоянов залив, на източния бряг на полуостров Йоан Павел ІІ, остров Ливингстън. Образуван е от разклонение на Оряховските възвишения и се вдава 600 m в залива Хироу на протока Дрейк. Разположен 3.4 км северно от нос Агуеро и 2.8 км южно от Черни нос.
Координатите му са: 62°30′41.5″ ю. ш. 60°49′41″ з. д. / 62.511528° ю. ш. 60.828056° з. д..
Наименуван е на Яне Сандански (1872 – 1915), водач в българското освободително движение в Македония, и във връзка с град Сандански в Югозападна България. Името е официално дадено на 4 ноември 2005 г.
Британско картографиране от 1968 г., българско от 2009 и 2012 г.

## Карти
- L.L. Ivanov et al, Antarctica: Livingston Island, South Shetland Islands (from English Strait to Morton Strait, with illustrations and ice-cover distribution), 1:100000 scale topographic map, Antarctic Place-names Commission of Bulgaria, Sofia, 2005
- Л. Иванов. Антарктика: Остров Ливингстън и острови Гринуич, Робърт, Сноу и Смит. Топографска карта в мащаб 1:120000. Троян: Фондация Манфред Вьорнер, 2009. ISBN 978-954-92032-4-0
- Л. Иванов. Карта на остров Ливингстън. В: Иванов, Л. и Н. Иванова. Антарктика: Природа, история, усвояване, географски имена и българско участие. София: Фондация Манфред Вьорнер, 2014. с. 18 – 19. ISBN 978-619-90008-1-6